# Fuduntu
Fuduntu was een Linuxdistributie gebaseerd op Fedora, ontwikkeld door Andrew Wyatt. Het is een soort van hybride mix tussen Ubuntu en Fedora, vandaar de naam. Het is een besturingssysteem geoptimaliseerd voor netbooks (verlaagd energieverbruik), maar kan ook op gewone computers gebruikt worden. Fuduntu hanteert een rollingreleaseschema, waardoor software sneller up-to-date is. Fuduntu maakt gebruik van GNOME 2 als desktopomgeving.
De standaardpakketten zijn Nautilus Elementary, Adobe Flash Player, de Fluendo MP3-codec, VLC, Infinality Freetype, Google Docs, Gmail en de nano-editor.

## Versiegeschiedenis
Hieronder staat de versiegeschiedenis van Fuduntu. De versies bouwden voort op de versienummering van Fedora. Vanaf 10 januari 2012 gebruikt men echter jaartallen en uitgavenummers.
| Uitgavedatum      | Versie         | Informatie |
| ----------------- | -------------- | --- |
| 7 november 2010   | 14.0.8         | Eerste uitgave |
| 25 november 2010  | 14.5           | |
| 6 december 2010   | 14.6           | |
| 10 december 2010  | 14.7           | |
| 18 december 2010  | 14.7-2         | |
| 21 december 2010  | 14.7-3         | |
| 5 januari 2011    | 14.7-7         | |
| 7 januari 2011    | 14.8           | |
| 16 januari 2011   | 14.8-2         | |
| 23 januari 2011   | 14.8-3         | |
| 29 januari 2011   | 14.8-4         | |
| 11 maart 2011     | 14.9           | Nieuw: Avant Window Navigator, yum-presto (Presto-plug-in voor yum), nano (een tekstgebaseerde teksteditor), dracut-network (Dracutmodules om een dracut initramfs te maken met netwerkondersteuning), cifs-utils (gereedschappen voor CIFS-koppelpunten), time (een GNU-gereedschap voor het opvolgen van systeembronnen gebruikt door een programma). Volgende nieuwe applicaties werden beschikbaar gesteld in de Fuduntu-pakketbronnen: Adobe Flash Player 10.2, Chromium 9 (stabiele versie), VLC 1.1.7, Chromium ICE (geporteerd vanuit Peppermint OS), Prism en OpenShot 1.2.2. |
| 18 juni 2011      | 14.10          | Linuxkernel 2.6.39.1, Flash Player 10.3, Chromium 12, Shotwell 0.10.1. Standaardbestandssysteem: ext4. Ondersteuning voor NVIDIA- (akmod-nvidia) en ATI-drivers (akmod-catalyst). Nieuw thema inclusief achtergronden. |
| 4 juli 2011       | 14.10.1        | |
| 20 september 2011 | 14.11          | Linuxkernel 3.0.3, Chromium 13, Flash 10.3.183.7 en VLC 1.1.11 |
| 7 november 2011   | 14.12          | Linuxkernel 3.0.7, X.Org 1.11.1, Flash 11, Remmina vervangt Vinagre |
| 10 januari 2012   | 2012.1         | Nieuw versienummersysteem |
| 1 april 2012      | 2012.2         | |
| 2 juli 2012       | 2012.3         | Updates: GRUB2, Anaconda 16 en GCC 4.6.3 |
| 1 oktober 2012    | 2012.4         | Nieuwe standaardapplicaties: LibreOffice, GIMP, Thunderbird en VLC. Nieuw thema en bijhorende bureaubladachtergronden. Mono wordt niet langer meegeleverd. |
| 7 januari 2013    | 2013.1         | Cairo Dock vervangt AWN. Recentere softwareversies. |
| 8 april 2013      | Fuduntu 2013.2 | Linux Kernel 3.8.3-3, LibreOffice 4.0.1.2, Chromium 25.0.1364.172, Firefox 19.0.2, Thunderbird 17.0.4 en GIMP 2.8.4. Toevoeging van XBMC aan de pakketbronnen. |